# Basil Zarov
Basil Zarov, né en  1913 à Victoria et mort le 6 mai 1998 à Toronto est un photographe canadien.

## Biographie
Il est né de parents russes en 1913. En 1935, il épouse Annette Parent avec laquelle, il fonde la même année, un studio de photographie sous le nom de Studio Zarov qui sera actif jusqu'au décès d'Annette Parent.
Dès 1956, Il réalise des reportages photographiques pour plusieurs revues et journaux: Macleans, Mayfair, Vie des Arts, Art Magazine, Star Weekly, Liberty Magazine, Weekend Magazine, Canadian Interior Magazine et f64.
En 1958, il épouse la comédienne québécoise Denise Pelletier. Il voyage afin d'effectuer des missions photo-journalistique pour les Nations-Unies au Congo et à Chypre, après quoi il sera nommé responsable de la presse internationale pour Expo 67. Tout au long de sa carrière, il réalise plusieurs contrats pour la communauté artistique dont le théâtre Centaur Theatre et la tournée des Ballets Russes au Canada. En 1957 et 1960, ses photographies sont primées lors de la 9th et 12th Annual of Advertising & Editorial Art du Art Directors Club of Toronto. Pendant plus de cinq décennies, il photographie les personnalités de la scène politique. littéraire et artistique canadienne dont: Madeleine Arbour, Stanley Cosgrove, Germaine Guèvremont, Gabrielle Roy, Jean Paul Lemieux, Alfred Pellan, Jean-Paul Riopelle, Françoise Sullivan, etc.
Son fonds d'archives est conservé à Bibliothèque et archives Canada et contient plus de 12 900 photographies.

## Galerie

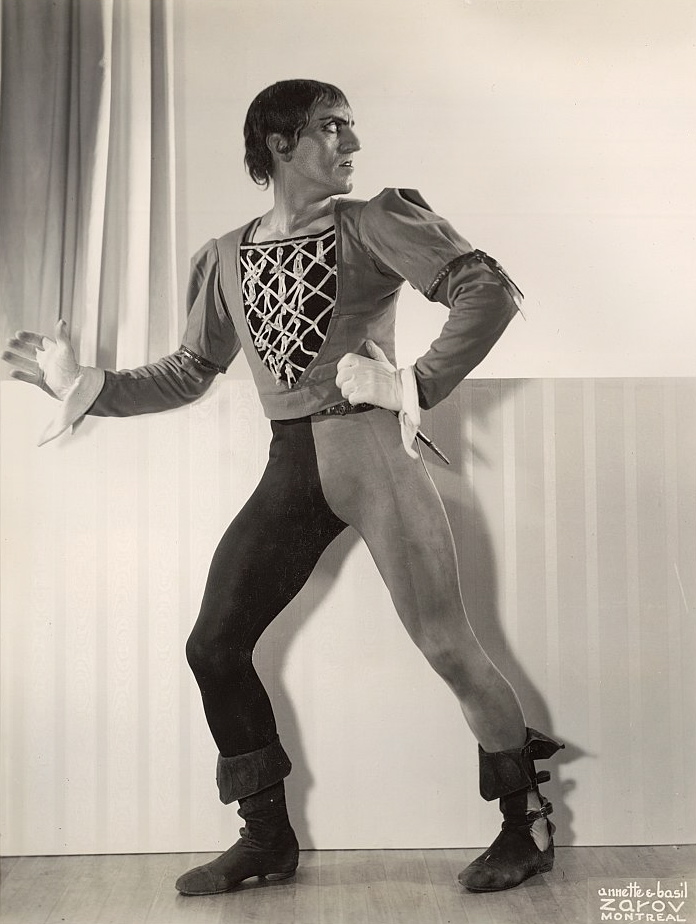
Harcourt Algeranoff (1903-1967), Girolamo, dans Francesca da Rimini, Ballets Russes, studio Annette & Basil Zarov
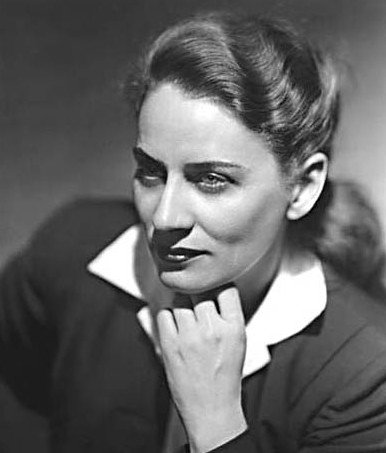
Gabrielle Roy, 1945, Courtoisie de François Ricard, studio Annette & Basil Zarov
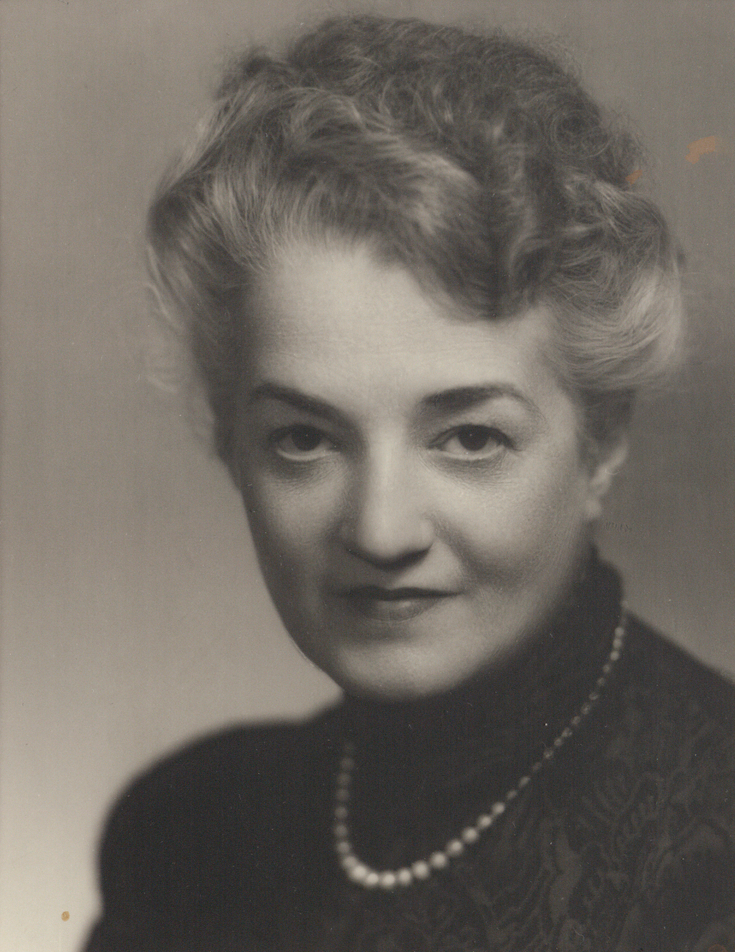
Antonia Nantel, mécène et administratrice québécoise, cofondatrice entre autres de l'Orchestre symphonique de Montréal

## Musées et collections publiques
- Écomusée du fier monde
- Musée McCord[3]
- Musée national des beaux-arts du Québec[4]